# Grenal
Le Grenal est, dans le football brésilien, le nom de la confrontation entre le Grêmio Foot-Ball Porto Alegrense et Sport Club Internacional, deux clubs de Porto Alegre, capitale de l'État du Rio Grande do Sul. Le premier derby gaúcho s'est disputé le 18 juillet 1909 où le Grêmio l'avait emporté 10 - 0 contre l'Inter.

## Histoire
Le nom Grenal est apparu en 1926, lorsque le journaliste Ivo dos Santos Martins, fatigué de devoir écrire régulièrement le nom entier des deux clubs, inventa l'expression.
Au-delà du derby sportif, les rivalités entre supporters prend racine dans l'histoire des deux clubs auxquels ils sont liés culturellement et socialement, et souvent de génération en génération depuis la création des deux clubs.
Le Grêmio fut fondé en 1903 par des immigrants allemands et italiens et refusait à l'époque les joueurs métis et de couleur.
L'Inter, lui, fut fondé quelques années plus tard en 1909 par des immigrants venus de São Paulo (métis, descendants de Portugais et d'Espagnols) et qui n'avaient pas le droit de jouer au Grêmio à cause de leurs origines ou de leur couleur de peau.
Depuis les années 1950, de nombreux joueurs de couleur ont cependant pu porter le maillot du Grêmio tel que Ronaldinho pour ne citer que le plus connu.

## Matchs marquants
- Premier Grenal de l'histoire : le 18 juillet 1909, à l'Estádio da Baixada (Grêmio). Victoire du Grêmio 10 à 0.

- Grenal n°11 : Premiers incidents violents de l'histoire. Le 4 août 1918, le Grêmio accueille l'Inter à l'Estádio da Baixada. Le Grêmio menait 1 à 0 jusqu'à la 43e minute où de violents affrontements ont débuté. Un supporter du Grêmio poignarda le joueur de l'Inter, Álvaro Ribas, qui n'a jamais plus rejouer.

- Premier Grenal au niveau international : le 15 septembre 2004, Copa Sudamericana 2004 au stade Beira-Rio devant 16 341 spectateurs. Victoire de l'Internacional 2 à 0.

- Grenal du centenaire, le 377e : le 19 juillet 2009 dans le cadre de la 12e journée du Championnat du Brésil de football au stade Olímpico Monumental (Grêmio) devant 40.020 spectateurs. Victoire du Grêmio 2 à 1. Souza 35e, Maxi López 69e - Nilmar 24e. Le Grêmio n'avait plus gagné ce derby depuis 7 rencontres.
- Grenal n°424 : le 12 mars 2020 lors d'une rencontre de Copa Libertadores, le score est de 0-0 en toute fin de match quand des échauffourées éclatent sur le terrain. L'arbitre distribue deux salves de quatre cartons rouges, soit huit expulsions au total[1].

## Statistiques
| Matchs                        | 446  |
| Victoires de l'Inter          | 165  |
| Victoires du Grêmio           | 141  |
| Matchs nuls                   | 140  |
| Nombre total de buts          | 1183 |
| Nombre de buts pour l'Inter   | 607  |
| Nombre de buts pour le Grêmio | 576  |

### Scores records
- Score le plus important pour l'Internacional : 7 - 0, le 17 septembre 1948
- Score le plus important pour le Grêmio : 10 - 0, le 18 juillet 1908. (Premier Grenal de l'histoire)

### Invincibilités records
- Internacional : 17 matchs d'invincibilité entre le 17 octobre 1971 et le 13 juillet 1975
- Grêmio : 13 matchs d'invincibilité entre le 16 juin 1999 et le 28 octobre 2002

### Séries de victoires
- Internacional : 5  victoires consécutives. Cette série a eu lieu 4 fois, la dernière en 1974-1975
- Grêmio : 6 victoires consécutives. Cette série a eu lieu 4 fois, la dernière en 1977-1978

### Affluences records
Championnat brésilien
- Au stade Beira-Rio (Internacional) : Internacional 2-1 Grêmio, 78 083 spectateurs le 12 février 1989.
- Au Stade Olímpico Monumental (Grêmio) : Grêmio 0-0 Internacional, 71 621 spectateurs le 9 février 1989.

Championnat gaúcho
- Au stade Beira-Rio (Internacional) : Internacional 1-1 Grêmio, 85 072 spectateurs le 30 mai 1971
- Au Stade Olímpico Monumental (Grêmio) : Grêmio 1-1 Internacional, 72 893 spectateurs le 29 novembre 1981.